# Bendola
Il Bendola (spesso denominato Banna-Bendola) è un torrente del Piemonte che scorre in provincia di Torino, principale tributario del Malone.

## Corso del torrente

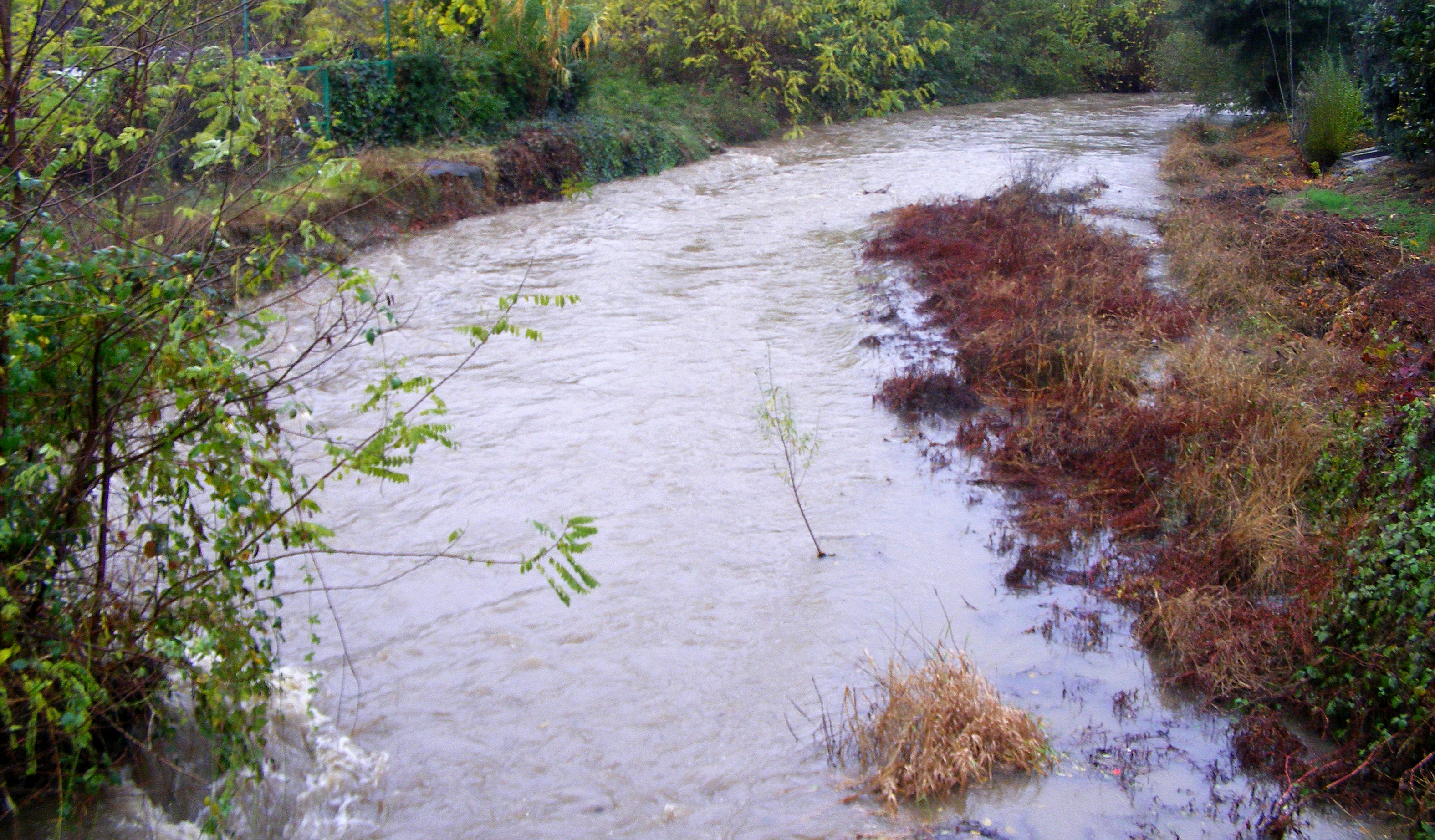
Il Bendola gonfio di pioggia a Volpiano

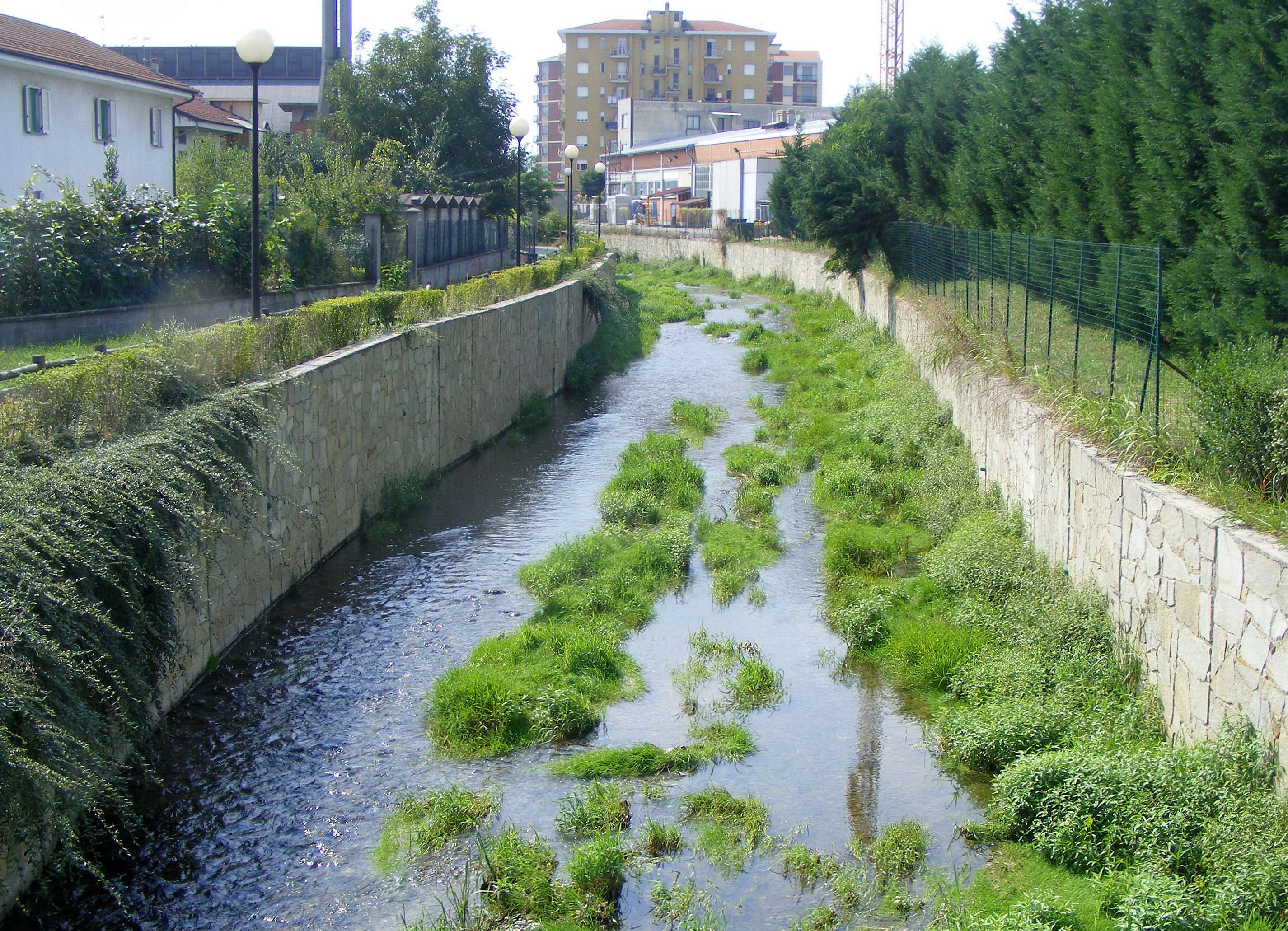
La ciclabile a Brandizzo

Il torrente nasce con il nome di Banna (o Bana) alle pendici del Pian di Rossa (1 308 m s.l.m.), una zona posta tra le Valli di Lanzo e il Canavese. Dopo un breve tratto montano il torrente attraversa Balangero e assume un andamento nord-ovest / sud-est pressoché parallelo a quello della Stura di Lanzo (con cui è collegata tramite un canale scolmatore a Balangero) e lambisce gli abitati di Mathi, Grosso, Nole, Cirié, San Francesco al Campo, Leini e San Maurizio Canavese.
Si tratta di un'area di pianura fittamente abitata nota come Basso Canavese.
Presso le cascine Bendola, in comune di Volpiano, il torrente acquisisce il proprio nome.
Proseguendo il proprio percorso verso est il Bendola attraversa Brandizzo, dove per un buon tratto lungo le sue rive è stato allestito un percorso ciclo-pedonale,  e sfocia poi nel Malone poco prima che questo si getti a sua volta nel Po.